# Marcilly-sur-Vienne
Marcilly-sur-Vienne är en kommun i departementet Indre-et-Loire i regionen Centre-Val de Loire i de centrala delarna av Frankrike. Kommunen ligger i kantonen Sainte-Maure-de-Touraine som tillhör arrondissementet Chinon. År 2022 hade Marcilly-sur-Vienne 556 invånare.

## Befolkningsutveckling
Antalet invånare i kommunen Marcilly-sur-Vienne
Referens:INSEE